# Parafia św. Jana Chrzciciela w Piotrowcu
Parafia świętego Jana Chrzciciela w Piotrowcu – parafia rzymskokatolicka znajdująca się w archidiecezji warmińskiej, w dekanacie Orneta.